# Takeda Tadashi
Tadashi Takeda (竹田 忠嗣 (Trúc-Điền Trung-Tự) Takeda Tadashi, sinh ngày 27 tháng 7 năm 1986 ở Penang, Malaysia) là một cầu thủ bóng đá người Nhật Bản thi đấu ở vị trí hậu vệ cho FC Gifu ở J2 League. Anh thường chơi ở vị trí tiền vệ phòng ngự.

## Sự nghiệp câu lạc bộ
Sau khi làm việc ở hệ thống trẻ của JEF United Ichihara, Takeda ký một bản hợp đồng chuyên nghiệp ở 2005. Vào tháng 7 năm 2008, anh chuyển đến Fagiano Okayama.

## Sự nghiệp quốc tế
Takeda chưa ra sân cho cả đội tuyển quốc gia Nhật Bản hay Malaysia. Anh được thi đấu cho Nhật Bản vì bố mẹ là người Nhật Bản. Anh cũng được thi đấu cho Malaysia vì là nơi sinh của anh.

## Thống kê sự nghiệp câu lạc bộ
Cập nhật đến ngày 23 tháng 2 năm 2017.
| Thành tích câu lạc bộ | Thành tích câu lạc bộ     | Thành tích câu lạc bộ | Giải vô địch | Giải vô địch | Cúp                   | Cúp                   | Cúp Liên đoàn | Cúp Liên đoàn | Tổng cộng | Tổng cộng |
| Mùa giải              | Câu lạc bộ                | Giải vô địch          | Số trận      | Bàn thắng    | Số trận               | Bàn thắng             | Số trận       | Bàn thắng     | Số trận   | Bàn thắng |
| Nhật Bản              | Nhật Bản                  | Nhật Bản              | Giải vô địch | Giải vô địch | Cúp Hoàng đế Nhật Bản | Cúp Hoàng đế Nhật Bản | J. League Cup | J. League Cup | Tổng cộng | Tổng cộng |
| --------------------- | ------------------------- | --------------------- | ------------ | ------------ | --------------------- | --------------------- | ------------- | ------------- | --------- | --------- |
| 2005                  | JEF United Ichihara Chiba | J1 League             | 0            | 0            | 0                     | 0                     | 0             | 0             | 0         | 0         |
| 2006                  | JEF United Ichihara Chiba | J1 League             | 0            | 0            | 0                     | 0                     | 0             | 0             | 0         | 0         |
| 2007                  | JEF United Ichihara Chiba | J1 League             | 0            | 0            | 0                     | 0                     | 0             | 0             | 0         | 0         |
| 2008                  | JEF United Ichihara Chiba | J1 League             | 0            | 0            | 0                     | 0                     | 0             | 0             | 0         | 0         |
| 2008                  | Fagiano Okayama           | JFL                   | 1            | 0            | 3                     | 0                     | -             | -             | 4         | 0         |
| 2009                  | Fagiano Okayama           | J2 League             | 37           | 0            | 1                     | 0                     | -             | -             | 38        | 0         |
| 2010                  | Fagiano Okayama           | J2 League             | 2            | 0            | 0                     | 0                     | -             | -             | 2         | 0         |
| 2011                  | Fagiano Okayama           | J2 League             | 24           | 2            | 1                     | 0                     | -             | -             | 25        | 2         |
| 2012                  | Fagiano Okayama           | J2 League             | 34           | 1            | 1                     | 0                     | -             | -             | 35        | 1         |
| 2013                  | Fagiano Okayama           | J2 League             | 40           | 1            | 0                     | 0                     | -             | -             | 40        | 1         |
| 2014                  | Fagiano Okayama           | J2 League             | 12           | 0            | 0                     | 0                     | -             | -             | 12        | 0         |
| 2015                  | Fagiano Okayama           | J2 League             | 33           | 0            | 1                     | 0                     | -             | -             | 34        | 0         |
| 2016                  | Fagiano Okayama           | J2 League             | 38           | 1            | 2                     | 0                     | -             | -             | 40        | 1         |
| Tổng                  | Tổng                      | Tổng                  | 221          | 5            | 9                     | 0                     | 0             | 0             | 230       | 5         |